# Agence commune des pays non alignés
 (novembre 2013).
Si vous disposez d'ouvrages ou d'articles de référence ou si vous connaissez des sites web de qualité traitant du thème abordé ici, merci de compléter l'article en donnant les références utiles à sa vérifiabilité et en les liant à la section « Notes et références ».
L'Agence commune des pays non alignés (NANAP, en anglais) était un système de coopération entre les agences de presse des pays non alignés, qui a duré de 1975 jusqu'au milieu des années 1990. L'Agence a d'abord été dirigée, financée et soutenue par l'Agence Tanjug de Yougoslavie, et a recueilli de nombreuses organisations de presse, notamment d'Afrique et d'Asie du Sud.
Elle était aussi connue par ses nombreuses traductions différentes, que ce soit le News Agencies Pool of Non-Aligned Countries, le Consorce of Non-Aligned News Agencies ou le Common Agency of Non-Aligned Countries.
L'Agence a été fondée à la fin de l'année 1974 et a commencé ses activités en janvier 1975, d'abord avec une série de télégrammes avec des déclarations et des félicitations montrant le soutien des chefs d'État. L'idée était une réponse aux nombreux appels pour un nouvel équilibre des nouvelles du monde faits, dès le début des années 1970, par le Mouvement des non-alignés (NAM) au cours des débats pour un nouvel ordre mondial de l'information et de la communication (NOMIC). Plus tard, ces discussions seront accueillies par l'UNESCO et aboutiront à l'approbation du Rapport MacBride lors de la vingtième conférence à Belgrade en 1980.
Entre-temps, l'Agence a fonctionné comme une coopération institutionnelle internationale, collaborative et sans frais, entre les agences de presse du tiers-monde. Son principal objectif était de fournir leurs propres médias de masse avec des nouvelles qui seraient impartiales - ou, tout au plus, biaisées par leur propre vision du monde - et d'offrir un rapport contrehégémonique sur les nouvelles du monde concernant les pays en développement.
Tanjug avait notamment un rôle de premier plan, non seulement pour l'accueil et le prêt du matériel, des techniciens, des journalistes et de la formation de journalistes des pays sous-développés, mais aussi en prônant le système d'autogestion propre à la Yougoslavie. Bien que l'Agence n'ait pas de siège officiel, la plupart des opérations dans les premières années ont eu lieu à Belgrade.
D'autres organisations actives de cette Agence sont la Maghreb Arabe-Presse (du Maroc), la TAP tunisienne, l'INA de l’Irak et l'IRNA d'Iran.
L'Agence a commencé un lent déclin après 1980, quand les pourparlers du NOMIC ont été transférés au sein des Nations unies, sous le contrôle de l'UNESCO. Mais, quand les États-Unis et le Royaume-Uni quittent l'organisation, l'initiative perd le soutien financier et subit un boycott des institutions occidentales adeptes du libre-marché.
En 1980, le maréchal Tito meurt, et les nouveaux dirigeants de la Yougoslavie se concentrent sur d'autres priorités. La même année, l'Iraq et l'Iran commencent 8 années de guerre et l'Agence est utilisée à la fois par l'INA et l'IRNA pour diffuser la propagande.
Bien qu'inactive, l'Agence a été officiellement dirigée par l'IRNA jusqu'au milieu des années 1990, puis par l'Agence Bernama de Malaisie, jusqu'en 2005, date à laquelle une conférence ministérielle de l'information par le Mouvement des pays non alignés demande la création de la Non-Aligned News Network, supplantant l'Agence.